# Бой при Глостере (1775)
Бой при Глостере (англ. Battle of Gloucester) — столкновение около Глостера в начале Американской войны за независимость 8 или 9 августа 1775 года. Капитан Королевского флота Джон Линзи (англ. John Linzee), командуя шлюпом HMS Falcon (16), обнаружил две шхуны, которые возвращались из Вест-Индии. Захватив одну, Линзи преследовал и загнал вторую в бухту Глостер, где она села на мель. Жители города созвали ополчение, взяли в плен британских моряков, отправленных овладеть шхуной, а также отбили уже захваченную.
Эта стычка, наряду с другими, подтолкнула флот на ответную экспедицию во главе с капитаном Генри Моуэтом (англ. Henry Mowat) в октябре 1775 года. Главное событие его похода, сожжение Фалмута, было упомянуто Вторым Континентальным конгрессом как причина создания Континентального флота.

## Предыстория
В апреле 1775 года напряжённость в отношениях между британскими колонистами провинции Массачусетс и королевским губернатором генералом Томасом Гейджем вылилась в войну. Когда генерал Гейдж направил войска в Конкорд, чтобы отыскать военные припасы колонистов, поднялась тревога и 19 апреля колонисты столкнулись с солдатами, что привело к сражениям при Лексингтоне и Конкорде. Роты ополчения продолжали прибывать в последующие дни, и британские войска были осаждены в Бостоне.
Осада, которая блокировала доступ к городу только с суши, поставила армию в зависимость от флота в снабжении её свежими припасами. Во многих общинах недалеко от города, скот и сено были убраны с островов Бостонской гавани и прибрежных районов, так как генерал Гейдж и вице-адмирал Самуэль Грейвз разослали партии в рейды по прибрежным районов в поисках скота и сена, а также для пресечения колониального судоходства. Когда эти экспедиции высаживались, солдаты и моряки сгоняли скот, и местами встречали сопротивление. Вскоре после начала осады колонисты столкнулись с армией 27 мая неподалёку от Бостона из-за припасов на близлежащем острове.
5 августа 16-пушечный HMS Falcon, под командованием Джона Линзи, появился у бухты Ипсвич. Капитан Линзи послал к берегу баркас с людьми в поисках скота. Местные фермеры его заметили, и вместе с другими жителями отогнали мушкетным огнём. Когда баркас вернулся к Falcon, Линзи послал его, чтобы обследовать шхуну в порту, на ней нашёлся только балласт. Следующие несколько дней Линзи продолжал крейсировать у Кейп-Энн, и спрессовал в свою команду несколько человек из местных портов и судов.

## Бой
8 или 9 августа (источники расходятся относительно точной даты), около 8 утра капитан Линзи заметил две американских шхуны курсом на Салем. Быстро захватив одну из шхун, он поместил на неё призовую команду, затем начал погоню за другой. Капитан второй шхуны, видимо, знакомый с этими водами, повёл своё судно вглубь Глостер-Харбор и вскоре после полудня высадил его на мель у острова Файв-паунд Айленд. Линзи заставил местного рыбака провести Falcon и пленную шхуну в гавань. Затем он послал 36 человек на двух баркасах и вельботе под командованием лейтенанта овладеть судном. Среди них были 10 прессованных колонистов, в том числе четверо из Глостера. Появление британских кораблей вызвало тревогу среди горожан, начало собираться ополчение, во главе его капитаны Джозеф Фостер и Брэдбери Сандерс. Вооружившись мушкетами и двумя старыми фальконетами, они открыли огонь с берега по шлюпкам, когда те приблизились к шхуне. Британцы налегли, подошли и поднялись на шхуну через окна кормовой каюты. Там они оказались фактически в ловушке, под постоянным обстрелом с берега. Линзи на Falcon, пытаясь отвлечь горожан, начал стрельбу из пушек по городу, и позже отправил десантную партию, в попытке сжечь город. Однако эта попытка не удалась, и партию на сидящей на мели шхуне по-прежнему беспокоил огонь с берега. Лейтенант был ранен в бою, и около 4 часов пополудни он с несколькими людьми смог бежать на малом скифе, оставив за себя мастера Falcon. Оставшиеся люди в конечном итоге попали в плен, в том числе прессованные колонисты. К 7 часам вечера все британские шлюпки были взяты. Тогда Линзи решил отправить призовую шхуну, снять своих людей. Она также попала в плен. Позже Линзи докладывал о своём подозрении, что команда захваченной шхуны воспользовалась случаем подавить призовую партию и вернуть судно. Согласно его рапорту,

После того как мастера перевели на берег, я обнаружил, что не могу ничего для него сделать, или даже навредить бунтовщикам огнём, и поэтому прекратил попытки.
Оригинальный текст (англ.)After the master was landed I found I could not do him any good, or distress the rebels by firing, therefore I left off.

## Последствия
Попытка Линзи сжечь город в качестве наказания была поддержана флотом в дальнейшем. В октябре 1775 года адмирал Грейвз послал капитана Генри Моуэта в карательную экспедицию против прибрежных поселений Новой Англии. Среди её целей был специально указан Глостер, с упоминанием, среди других обоснований, поражения капитана Линзи. Моуэт решил не атаковать Глостер, поскольку счёл, что его дома слишком широко разбросаны, и обстрел не окажет существенного воздействия. Новость о единственном крупном успехе Моуэта, сожжении Фалмута, сыграла важную роль в решении Второго Континентального конгресса одобрить создание Континентальный флота.